# Ngandagan
Ngandagan is een bestuurslaag in het regentschap Purworejo van de provincie Midden-Java, Indonesië. Ngandagan telt 891 inwoners (volkstelling 2010).